# Wargowo (Poméranie)
Pour les articles homonymes, voir Wargowo.
Wargowo (prononciation : [varˈɡɔvɔ]) est un village polonais de la gmina de Czarna Dąbrówka dans le powiat de Bytów de la voïvodie de Poméranie dans le nord de la Pologne.